# Dicranota (Rhaphidolabis) complicata
Dicranota (Rhaphidolabis) complicata is een tweevleugelige uit de familie Pediciidae. De soort komt voor in het Palearctisch gebied.